# Ruby Commey
Ruby Commey (Berlín, 29 de julio de 1991) es una actriz de cine y teatro alemana.

## Biografía
Tras graduarse en la escuela secundaria en 2011, actuó en la obra Fluchtpunkt Berlin (dirigida por Tobias Rausch) y representada en el Deutsches Theater de Berlín entre 2011 y 2012. En los años siguientes se la vio en el Kammerspiele con obras como Tod.Sünde.7 (2013-2015) y Alice (2015). Actuó en otras producciones como Hysterikon, escrita por Ingrid Lausund; en el ciclo de monólogos escritos por Christine Brückner Wenn du geredet hättest, Desdemona, en el que interpretaba a Gudrun Ensslin; así como el papel de Sonia en Tío Vania, obra del dramaturgo ruso Antón Chéjov.
Entre 2016 a 2019 estudió en la Universidad de las Artes de Berlín. Volvió al Deutsches Theater en 2017 como Miss Forsythe en la producción de Bastian Kraft de Muerte de un viajante de Arthur Miller. Ese mismo año también participó en la producción de David Bösch Eine Frau - Mary Page MarloweI, en el Berliner Ensemble. En 2018 protagonizó la producción de Hermann Schmidt-Framer de Ein Sportstück de la dramaturga austriaca Elfriede Jelinek, Premio Nobel de Literatura en 2004. En la temporada teatral de 2019-2020 actuó bajo la dirección de Sonja Anders en el Teatro de Hannover.
Commey se hizo internacionalmente reconocida por su participación en el videoclip Deutschland, que la banda alemana de metal industrial Rammstein lanzó en marzo de 2019, en el que interpretaba la alegoría de Germania. En este video musical, tiene más tiempo de actuación que la mayoría de los miembros de la banda.